# Más Que Antes
Más Que Antes es un álbum recopilatorio de la banda de rock viguesa Kannon, lanzado en 2010. El tracklist, está compuesto de temas de sus cuatro álbumes de estudio, más tres canciones nuevas, "Princesa", 'Rotocorazón" y "Hummer Tank M5", de las cuales, las dos primeras, se grabaron en directo en el local de ensayo de la banda, con una formación nueva, donde el vocalista, Vicente Folgar, fue el único miembro original. El tracklist del disco fue elegido por los fanes del grupo (a través de una votación de internet) y por la propia banda.

## Lista de temas
1. "Una Vez Más"
2. "Ven"
3. "Destino"
4. "No Puedo Respirar"
5. "¿Qué es el amor?"
6. "La Llave"
7. "Arde"
8. "Piénsalo"
9. "'Imagina"
10. "De Nuevo Nunca"
11. "Ruido"
12. "Mi Misión"
13. "Princesa"
14. "Rotocorazón"
15. "Hummer Tank M5"

## Créditos
- Vicente Folgar "Cody MC"- voz en todas las canciones; mezclas y mastering de las canciones trece y catorce
- David Álvarez - guitarra en todas las canciones (exceptuando las tres últimas)
- Anxo Bautista - guitarra en la primera hasta la sexta canción
- Juan López - guitarra de la canción siete hasta la doce
- Óscar Durán "Uka" - bajo en todas las canciones (exceptuando las tres últimas)
- Daniel de Castro "hbt. Ouzo" - batería en todas las canciones (exceptuando las tres últimas)
- Martiño Martínez - guitarra en las canciones trece y catorce
- Sandra Gallego - guitarra en las canciones trece y catorce
- Gerardo Pérez - bajo en las canciones trece y catorce
- Eloy Machado - batería en las canciones trece y catorce
- Xavi García - beat en la última canción; mezclas y mastering de las canciones trece y catorce
- David Rodríguez - voz en la última canción